# Neomaenas patagonica
Neomaenas patagonica är en fjärilsart som beskrevs av Felix Bryk 1945. Neomaenas patagonica ingår i släktet Neomaenas och familjen praktfjärilar. Inga underarter finns listade i Catalogue of Life.